# Paul Gredinger
Paul Gredinger (* 20. Juli 1927 in Chur; † 6. Oktober 2013 in Thalwil) war ein Schweizer Architekt und Werber.

## Werdegang
Paul Gredinger schloss 1947 die Bündner Kantonsschule mit Matura ab und studierte bis 1953 Architektur an der ETH Zürich. Zwischen 1953 und 1957 engagierte er sich zusammen mit Karlheinz Stockhausen und Herbert Eimert beim Studio für elektronische Musik. 1956 holte ihn Hans Fischli an das Kunst- und Gewerbemuseum, wo er auch als Hilfslehrer tätig war. Von 1957 bis 1960 arbeitete er bei Werner Gantenbein. 1960 holten ihn Karl Gerstner und Markus Kutter in ihr Unternehmen, seitdem firmierten sie als GGK. Nach dem Ausscheiden 1975 von Gerstner und Kutter baute Gredinger die Agentur zu einem europäischen Netzwerk aus. Seine Firma galt in den 1970er und 1980er Jahren als Kaderschmiede. Paul Gredinger unterstützte Künstler wie Dieter Roth, André Thomkins und Donald Judd. 1990 verkauft er seine Anteile an die schweizerische Trimedia. Gredinger war Protagonist einer der ersten Farbanzeigenkampagnen Ich trinke Jägermeister, weil... von Jägermeister. Paul Gredinger war mit Monica Brügger, Andres Liesch, Richard Brosi, Georg Rudolf und Stefan Götz befreundet. Er interessierte sich auch für Farbenlehre, Lektüren und für kubistische Malerei. Gredinger wurde 1999 vom damaligen Gastdozenten Valerio Olgiati als fiktiver Bauherr an die ETH Zürich geholt, bei dem einer der Wohnhäuser von Raphael Zuber entworfen wurde.

## Bauten
- 1960–1961: Haus Zinsli, Chur (Ausführung: Peter Steiger, 2016 umgebaut von Conradin Clavuot)[6][7]

## Ehrungen
- 1992: Ehrenmitglied des Art Directors Club[8]